# Folkušová
Folkušová es un municipio del distrito de Martin en la región de Žilina, Eslovaquia, con una población estimada a final del año 2024 de 158 habitantes.
Se encuentra ubicado al oeste de la región, cerca del curso alto del río Váh (cuenca hidrográfica del Danubio) y del parque nacional de Veľká Fatra.

## Demografía
| Año        | 1994 | 2004    | 2014    | 2024     |
| ---------- | ---- | ------- | ------- | -------- |
| Población  | 130  | 128     | 137     | 158      |
| Diferencia |      | −1,53 % | +7,03 % | +15,32 % |

| Año        | 2023 | 2024    |
| ---------- | ---- | ------- |
| Población  | 157  | 158     |
| Diferencia |      | +0,63 % |